# Eric Luedke

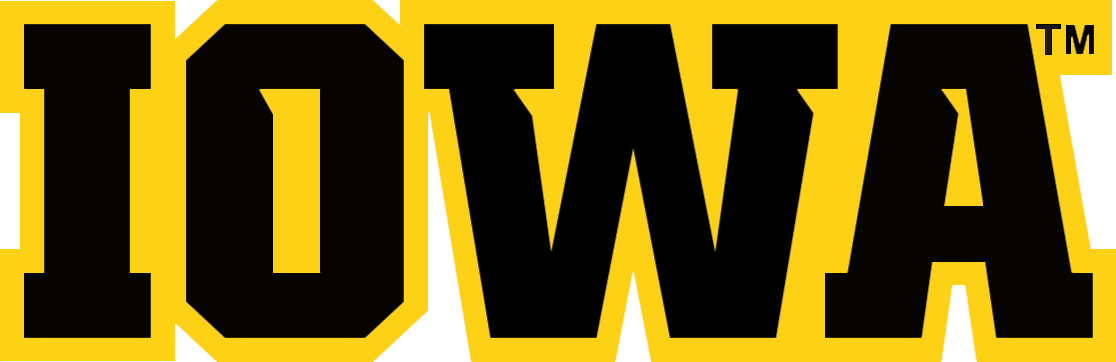
Zawodnik Iowa Hawkeyes

Eric Luedke (ur. 18 lutego 1985) – amerykański zapaśnik w stylu wolnym. Srebrny medalista mistrzostw panamerykańskich z 2009 roku.
Zawodnik Colby Community College z Colby i University of Iowa. Dwa razy All-American (2006, 2007) w NCAA Division I, trzeci w 2007 i ósmy w 2006 roku.